# Chlupáček trsnatý

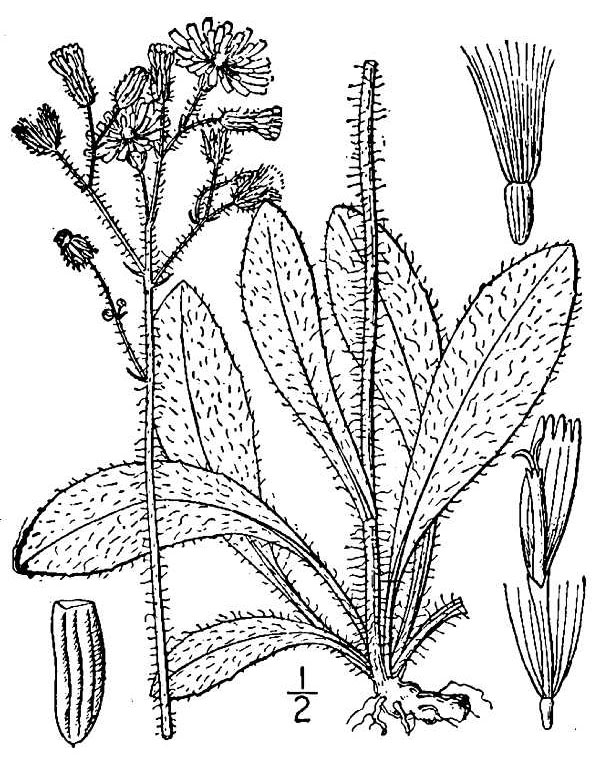
Nákres chlupáčku trsnatého

Chlupáček trsnatý (Pilosella caespitosa), někdy také jestřábník trsnatý (Hieracium caespitosum) je vytrvalá, výběžkatá, nevysoká, měkce chlupatá, v létě žlutě kvetoucí bylina vlhkých míst.
V současné taxonomii je řazen do rodu chlupáček (Pilosella), v minulosti byl součástí široce pojatého rodu jestřábník (Hieracium).
Druh je původní téměř v celé Evropě, na západě je jeho areál ohraničen Francií, na severu Skandinávií a na jihu Itálií a Balkánem. Na východě se nespojitě rozkládá přes evropské Rusko, Kavkaz a západní Sibiř až do Střední Asie. Druhotně se dostal do Koreje, na Nový Zéland, na jih Kanady, západ Spojených států amerických a do Mexika.

## Ekologie
V Čechách roste nejčastěji ve středních polohách, v Krušných horách a na Šumavě. Na Moravě je hojný v Jeseníkách, Beskydech a částečně i na Českomoravské vrchovině. Jeho výškové maximum je na Pradědu, kde se blíží k nadmořské výšce 1500 m. Více je rozšířen ve srážkově bohatších oblastech termofytika a mezofytika, v sušších pahorkatinách je vzácný, za optimální rozsah srážek je považováno 600 až 1200 mm za rok. Spolehlivě snáší zimní pokles teploty k -32 °C.
Obvykle vyrůstá na různých typech luk a pastvin, opuštěných polích, na mezích, po okrajích cest, v příkopech i kolem bažin, kde bývají půdy spíše vlhké, hlinité až hlinitojílovité, mírně kyselé nebo neutrální a na živiny chudé až středně bohaté. Vyžaduje plně osvětlené stanoviště, při zastínění méně kvete. Na mnoha místech bývá prvou, pionýrskou rostlinou, která zahajuje osídlení míst bez vegetace. V kulturních plodinách se však téměř nevyskytuje. Kvete od května do července, někdy opět znovu v říjnu a listopadu.
Je to druh s rozrůzněným počtem chromozomů, mívá 2n = 18, 27, 36 i 45, což bývá přičítáno jeho apomiktickému (nesexuálnímu) způsobu tvorby semen. Vytváří hybridy s mnoha druhy, např. s Hieracium aurantiacum, Hieracium floribundum, Hieracium lactucella i Hieracium pilosella.

## Popis
Bylina s obvykle nevětvenou, 30 až 50 cm vysokou lodyhou rostoucí z listové růžice tvořené dvěma až čtyřmi řapíkatými listy. Lodyha je přímá, dutá, lehce smáčknutelná, často nachově naběhlá, má dva až čtyři přisedlé listy a je porostlá různě dlouhými jednoduchými i hvězdovitými chlupy a tmavými stopkatými žlázkami. Všechny listy jsou trávově zelené, 8 až 15 cm dlouhé a 1 až 4 cm široké, čepele mají podlouhlé či eliptické, po obvodě celokrajné a na rubu porostlé hvězdicovitými chlupy; lodyžní listy se směrem vzhůru zkracují a zužují.
Na vrcholu lodyhy vyrůstá ve staženém latovitém vrcholíku deset až třicet sytě žlutých květních úborů o průměru 1,5 cm, stopka středního je dlouhá okolo 1 cm. V úboru bývá 25 až 50 žlutých, oboupohlavných jazykovitých kvítků se žlutou, pětizubou ligulou. Zvonkovitý, víceřadý zákrov je asi 8 mm dlouhý a jeho listeny jsou černozelené nebo žlutozelené, tupě špičaté, některé světle lemované a bývají obdobně chlupaté jako lodyha. Opylovačům nabízejí pyl i nektar.
Plody jsou hnědočerné nažky 1,5 až 2 mm dlouhé, které mají chomáček žlutohnědého chmýru; rozšiřovány jsou větrem nebo lidskou činností, např. s nevyčištěným osivem. Nažky se vytvoří po opylení hmyzem, obvykle včelami a čmeláky, nebo bez opylení apomikticky.

## Rozmnožování
Chlupáček trsnatý se může rozmnožovat vegetativně i semeny. Vegetativně se šíří nadzemními odnožemi nebo mělkými podzemními výběžky zakončenými listovou růžicí. Dále se po stanovišti rozšiřuje vyrůstáním nových rostlin z náhodných pupenů na do široka rozprostřených oddencích. Při rozrušování nebo přemísťování půdy dochází ke stěhování jeho oddenků na nová místa a nechtěnému šíření. Převážná část nových rostlin vzniká právě vegetativní cestou.
Semena nemají buď žádnou, nebo jen krátkou a nepravidelnou dobu dormance. Klíčí proto brzy po dozrání, nebo na jaře příštího roku. V půdě si semena podržují klíčivost jen po nedlouhou dobu. Rozmnožování semeny je podstatné pro šíření na velké vzdálenosti, kam se dostávají větrem nebo jako nežádoucí příměs osiva kulturních rostlin.

## Význam
V Evropě nečiní výskyt chlupáčku trsnatého problémy, kdežto v místech, kam byl zavlečen, např. ve Spojených státech nebo na Novém Zélandu, je považován za obtížný, invazní plevelný druh, např. do Austrálie je dovoz rostlin i semen zakázán. Zamořuje a znehodnocuje tamní pastviny, není místními býložravci spásán a vytěsňuje původní rostliny. V nových podmínkách není napadán žádným fytofágním hmyzem a pro kombinovaný způsob rozmnožování (odnožemi i semeny) má velký potenciál invazního šíření.